# Mearns-Rothörnchen
Das Mearns-Rothörnchen (Tamiasciurus douglasii mearnsi, Synonym: Tamiasciurus mearnsi), auch als Mearns-Hörnchen bezeichnet, ist ein Nagetier aus der Gattung der Rothörnchen (Tamiasciurus) innerhalb der Hörnchen (Sciuridae). Nach aktueller Taxonomie handelt es sich um eine Unterart des Douglas-Hörnchens (Tamiasciurus douglasii), wird jedoch in älterer Literatur häufig als eigenständige Art betrachtet. Die Tiere kommen in Mexiko vor, der Artname ehrt den US-amerikanischen Zoologen Edgar Alexander Mearns.

## Merkmale
Das Mearns-Rothörnchen erreicht bei beiden Geschlechtern eine Kopf-Rumpf-Länge von 187,8 bis 214,2 mm. Rücken und Kopf sind grau mit einer bräunlichen Tönung, die von hinter den Ohren bis zur Rückenmitte verläuft. Der weiße Bauch wird von einem grauen bis dunkelgrauen Seitenstreifen umsäumt. Die Füße sind hell gelblich-weiß bis grau. Die Ohrpinsel setzen sich aus dichten schwärzlichen Pinselhaaren zusammen. Um die Augen verläuft ein weißer Ring. Der Schwanz ist mit schwarzen Haaren bedeckt, die weißliche, graue und gelbliche Spitzen haben.

## Verbreitung und Lebensraum
Das Mearns-Rothörnchen kommt nur an drei Orten in der Sierra de San Pedro Mártir im Norden des mexikanischen Bundesstaats Niederkalifornien vor. Die drei Orte liegen je 10 km voneinander entfernt. Das Mearns-Rothörnchen bewohnt Kiefern- und Tannenwälder in Höhenlagen zwischen 2100 und 2750 m.

## Lautäußerungen
Es sind drei Rufe bekannt: ein Ruf, der dem territorialen Rasseln seiner Verwandten ähnelt, anscheinend jedoch schriller ist, ein „chirp“-Ruf wenn das Tier gereizt wird sowie ein Bellen, wenn es aufgeschreckt wird.

## Lebensweise
Im Gegensatz zu seinen Verwandten, dem Gemeinen Rothörnchen (Tamiasciurus hudsonicus) und dem Douglas-Hörnchen (Tamiasciurus douglasii), legt das Mearns-Rothörchen keine Zapfenvorräte in Gruben oder in Kobeln an, sondern verlässt sich auf die Nisthöhlen in den Bäumen. Männchen in Paarungsbereitschaft wurden im Mai beobachtet, wobei bis zu drei Männchen ein Weibchen mit einer geschwollenen rosa Vulva verfolgten. Die Nahrung des Mearns-Rothörnchen besteht vornehmlich aus Zapfen der Jeffrey-Kiefer (Pinus jeffreyi) und der Kolorado-Tanne (Abies concolor). Weiter bereichern die Zweigspitzen der Kolorado-Tanne und die Pilzart Cryptoporus volvatus, die an den oberen Stämmen der Kolorado-Tanne wächst, das Nahrungsangebot. Zu den Fressfeinden gehören Kojoten, Rotluchse und wahrscheinlich Greifvögel.

## Systematik
Das Mearns-Rothörnchen wird als isolierte Unterart des Douglas-Hörnchens (Tamiasciurus douglasii) eingeordnet, andere Werke betrachten es jedoch auch als eigenständige Art innerhalb der Rothörnchen (Tamasciurus). Die wissenschaftliche Erstbeschreibung stammt von Charles Haskins Townsend aus dem Jahr 1897, der sie aus der Sierra de San Pedro Mártir im Norden von Niederkalifornien beschrieb.

## Status
Die IUCN klassifiziert das Mearns-Rothörnchen in die Kategorie „stark gefährdet“ (endangered). Informationen über den Bestand liegen nicht vor, die Art wird jedoch allgemein als selten betrachtet. Mögliche Gefährdungen sind der Nutzholzeinschlag, Weidetiere, Waldbrände sowie die Konkurrenz mit dem 1946 eingeführten Grauhörnchen (Sciurus carolinensis).

## Belege
1. 1 2 3 4  J.L. Koprowski, E.A. Goldstein, K.R. Bennett, C. Pereira Mendes: Douglas's Squirrel. In: Don E. Wilson, T.E. Lacher, Jr., Russell A. Mittermeier (Hrsg.): Handbook of the Mammals of the World: Lagomorphs and Rodents 1. (HMW, Band 6) Lynx Edicions, Barcelona 2016, S. 739–740, ISBN 978-84-941892-3-4.
2. 1 2  Richard W. Thorington Jr., John L. Koprowski, Michael A. Steele: Squirrels of the World. Johns Hopkins University Press, Baltimore MD 2012, ISBN 978-1-4214-0469-1, S. 82–84.
3. 1 2  Tamiasciurus mearnsi In: Don E. Wilson, DeeAnn M. Reeder (Hrsg.): Mammal Species of the World. A taxonomic and geographic Reference. 2 Bände. 3. Auflage. Johns Hopkins University Press, Baltimore MD 2005, ISBN 0-8018-8221-4.
4. ↑  Tamiasciurus mearnsi in der Roten Liste gefährdeter Arten der IUCN 2013.1. Eingestellt von: de Grammont, P.C. & Cuarón, A., 2008. Abgerufen am 19. Oktober 2013.